# Кембль, Джон Митчелл
Джон Митчелл Кембль (англ. John Mitchell Kemble; 1807 — 26 марта 1857) — английский историк и филолог.

## Биография
Учился под руководством братьев Гримм в Гёттингене и занимался преимущественно англосаксонским периодом. Свои обширные знания он проявил в издании «Беовульфа» (1833—1837) и в журнальных статьях: «Ueber die Stammtafel der Westsachsen» (1836), «Codex Diplomaticus Aevi Saxonis» (1839). Его «History of the Saxons in England» (1843) была первой попыткой изучения ранней истории Англии по первоисточникам. В 1857 году он опубликовал «State Papers and Correspondence illustrative of the Social and Political State of Europe from the Revolution to the accession of the House of Hanover».